# John Clipperton
Pour les articles homonymes, voir Clipperton.
 (février 2009).
Si vous disposez d'ouvrages ou d'articles de référence ou si vous connaissez des sites web de qualité traitant du thème abordé ici, merci de compléter l'article en donnant les références utiles à sa vérifiabilité et en les liant à la section « Notes et références ».
John Clipperton, né en 1676 et mort en 1722, est un pirate anglais et un corsaire qui s'opposa aux Espagnols au XVIIIe siècle.
John Clipperton est né à Great Yarmouth dans le Norfolk dans une famille de marins. Dans sa jeunesse il navigue dans toutes les mers d'Europe, fait un voyage aux Antilles et un tour du monde. C'est un navigateur compétent et un matelot, mais aussi un homme avec des défauts. C'est un marin qui était brusque, brutal, parlant sans réserve. Ce n'était pas un gentilhomme, mais il essayait parfois d'en être un.  
En 1704, il navigue avec l'expédition du capitaine William Dampier. Dampier lui confie le commandement d'un des bateaux espagnols qu'il avait capturés. Ce premier voyage de Clipperton ne se passe pas bien. Il fomente une mutinerie contre Dampier, et est ensuite capturé par les Espagnols. Le marquis de Villa Roche, qui régira le Panama, le traite avec la plus grande indifférence. Il retourne chez lui en 1712 après quatre ans de captivité.
Clipperton devient plus tard le capitaine du Success sous un autre syndicat de corsaires, dans lequel il a sous son commandement le capitaine George Shelvocke du Speedwell.

## L'île Clipperton
Pour certains, John Clipperton aurait croisé au large de l'île Clipperton, et, pour d'autres, y aurait même débarqué en 1704 après avoir fait sécession et quitté l'expédition de William Dampier. Bien qu'aucune trace écrite de son passage n'ait été retrouvée, l'histoire retint le nom de Clipperton sans que l'on sache vraiment pourquoi. Il est probable que ce soit à cause d'une de ces légendes de trésor.

### Sources et bibliographie
- (en) Jimmy M. Skaggs, Clipperton : A History of the Island the World Forgot, New York, Walker & Co, octobre 1989, 318 p. (ISBN 0-8027-1090-5)